# Discografia Aureliei Fătu-Răduțu
Discografia Aureliei Fătu-Răduțu cuprinde discuri de gramofon, de vinil, benzi de magnetofon, DVD-uri, cu înregistrări realizate în România la casa de discuri Electrecord și la Radiodifuziunea Română.

## Discuri Electrecord
| An   | Număr de catalog                            | Format                 | Piese | Acompaniament                                                                 |
| ---- | ------------------------------------------- | ---------------------- | --- | ----------------------------------------------------------------------------- |
| 1953 | EPA 1770                                    | ebonită, single, 25 cm | 1. Treci badiță dealu-ncoace | Orchestra „Barbu Lăutaru”, dir. Ion Luca-Bănățeanu solo clarinet: Luță Ioviță |
| 1954 | EPA 1802                                    | ebonită, single, 25 cm | 2. Spune-mi mândro, spune dragă | Orchestra „Barbu Lăutaru”, dir. Ion Luca-Bănățeanu                            |
| 1954 | EPA 1812                                    | ebonită, single, 25 cm | 2. Titiană, nume mândru | Orchestra „Barbu Lăutaru”, dirijor Ionel Budișteanu                           |
| 1958 | EPA 2504                                    | ebonită, single, 25 cm | 1. De-ar fi dorul ca și-o floare 2. Hai Ioane, Ioane | Orchestra „Electrecord”, dirijor Ionel Budișteanu                             |
| 1959 | EPA 2682                                    | ebonită, single, 25 cm | 1. Mărie, Mărie 2. Mărita-m-aș mărita | Orchestra „Electrecord”, dirijor Nicu Stănescu                                |
| 1959 | EPA 2683                                    | ebonită, single, 25 cm | 1. Bade-al meu cel de demult 2. Vino bade când gândesc | Orchestra „Electrecord”, dirijor Nicu Stănescu                                |
| 1959 | EPA 2788                                    | ebonită, single, 25 cm | Măzărica de la Fieru (Bade-al meu de astăvară) | Orchestra Ans. „Ciocârlia”, dirijor Ion Mărgean                               |
| 1959 | EPD 81 Antologia muzicii populare românești | ebonită, single, 25 cm | 3b. Mărita-m-aș mărita | Orchestra „Electrecord”, dirijor Nicu Stănescu                                |
| 1960 | EPA 2832                                    | ebonită, single, 25 cm | 2. Mărie poale ciurate | Orchestra „Electrecord”, dirijor Nicu Stănescu solo taragot: Iosif Milu       |
| 1960 | EPC 208 Muzică populară bănățeană           | vinil, EP, 17 cm       | 1. Bănățeancă-s, bine-mi șage 2. Mărie poale ciurate | Orchestra „Electrecord”, dirijor Nicu Stănescu                                |
| 1961 | EPA 3134                                    | ebonită, single, 25 cm | 1. Eu mi-s cu badea vecină 2. Mulți mă-ntreabă de ce cânt (Cântec închinat Partidului) | Orchestra Ans. „Ciocârlia”, dirijor Tudor Pană                                |
| 1961 | EPE 053 Culegere de cântece românești       | vinil, LP, 30 cm       | 5. Bănățeancă-s, bine-mi șage | Orchestra „Electrecord”, dirijor Ionel Budișteanu                             |
| 1963 | EPA 3244                                    | ebonită, single, 25 cm | 1. Știi tu bade ce mi-ai spus 2. Drag mi-i jocul bănățean | orchestra Victor Predescu                                                     |
| 1963 | EPA 3304                                    | ebonită, single, 25 cm | 1. Mult mi-e drag și-mi place mie | orchestra Victor Predescu                                                     |
| 1963 | EPE 0109 Muzică populară romînească         | vinil, LP, 30 cm       | 3. Eu mi-s cu badea vecină 10. Mulți mă-ntreabă de ce cânt (Cântec închinat Partidului) | Orchestra Ans. „Ciocârlia”, dirijor Tudor Pană                                |
| 1963 | EPD 1006 Muzică populară bănățeană          | vinil, LP, 25 cm       | 2. Bănățeancă-s, bine-mi șage 4. Vino bade când gândesc 8. Mărita-m-aș, mărita | Orchestra „Electrecord”, dirijor Nicu Stănescu                                |
| 1963 | EPC 351                                     | vinil, EP, 17 cm       | 1. Ști tu, bade, ce mi-ai spus 2. Aseară pe înserat 3. Drag mi-i jocul bănățan 4. Mult mi-e drag și-mi place mie | orchestra Victor Predescu                                                     |
| 1970 | EPC 10.128 Muzică populară bănățeană        | vinil, EP, 17 cm       | 1. Somnu mi-e și nu mă culc 2. Badea-mi rupe inima 3. De-aș avea un singur dor 4. Vai bădiță, doru mi-i | orchestra Tudor Pană                                                          |
| 1975 | STM-EPE 01178 La mină la Anina              | vinil, LP, 30 cm       | 1. La mină la Anina 2. Vai bădiță, doru mi-i 3. Somnu mi-i nu mă culc 4. Badea-mi rupe inima 5. Dorule, copil pribeag 6. Floare roșie ca focul 7. Vino iară primăvară 8. Joaca-mă bădiță bine 9. De-aș avea un singur dor 10. Iubește-mă bădișor 11. Răsari lună de cu seară 12. De când s-o dus bădița | orchestra George Vancu                                                        |

## Contrepoint (Franța)
| An   | Număr de catalog                            | Format           | Piese                                              | Acompaniament                                                                 |
| ---- | ------------------------------------------- | ---------------- | -------------------------------------------------- | ----------------------------------------------------------------------------- |
| 1955 | MC 20.098 Musique Populaire Roumaine Vol. 1 | vinil, LP, 25 cm | A3. Foaie verde maghiran [Pupa-ți-aș coama, bălan] | Orchestra populară a Casei de Cultură din București, dirijor Ionel Budișteanu |
| 1955 | MC 20.099 Musique Populaire Roumaine Vol. 2 | vinil, LP, 25 cm | A2. Drag mi-e bade de tine                         | Orchestra populară a Casei de Cultură din București, dirijor Ionel Budișteanu |

## Supraphon (Cehoslovacia)
| An   | Număr de catalog                       | Format           | Piese                 | Acompaniament                                       |
| ---- | -------------------------------------- | ---------------- | --------------------- | --------------------------------------------------- |
| 1956 | LPM 287 Rumanian Folk Songs and Dances | vinil, LP, 25 cm | B4. Floricica macului | Orchestra „Barbu Lăutaru”, dirijor Ionel Budișteanu |

## TVR Media
Filmările Aureliei Fătu-Răduțu au fost realizate de Televiziunea Română (TVR), în studiourile instituției.
Aceste filmări au început a fi editate pentru prima oară, pe suport DVD, începând cu anul 2006 de casa de producție a Televiziunii Române, TVR Media.
| An apariție | Titlu DVD                           | Piese                        | Note                                                |
| ----------- | ----------------------------------- | ---------------------------- | --------------------------------------------------- |
| 2006        | Maeștrii muzicii populare românești | 24. Mi-o făcut maica gura    | Orchestra Ans. „Ciocârlia”, dirijor Victor Predescu |
| 2006        | Maeștrii muzicii populare românești | 25. De-aș avea un singur dor | orchestră populară                                  |
| 2006        | Maeștrii muzicii populare românești | 26. De ce bade n-ai venit    | orchestra Gheorghe Zamfir                           |